# Azhanti High Lightning
Azhanti High Lightning — настольный варгейм в научно-фантастическом сеттинге, разработанный Фрэнком Чедвиком (англ. Frank Chadwick) и Марком Миллером (англ. Marc W. Miller), проиллюстрированный Полом Баннером (англ. Paul R. Banner), Чармейн Гейст (англ. Charmaine Geist), Ричардом Хенцем (англ. Richard Hentz), Ричардом Флори (англ. Richard Flory) и опубликованная Game Designers` Workshop (GDW) в 1981 году. Название игры — это название большого военного звездолета, на борту которого происходит боевое столкновение. Azhanti High Lightning — четвертая настольная игра серии Traveller, опубликованная GDW. Игра была переиздана в 2004 году.

## Игровой процесс
Игра представляет собой тактический настольный варгейм, действие которого разворачивается во вселенной Traveller. Azhanti High Lightning была разработана на основе игры Snapshot, и моделирует ближний бой на борту большого звездолёта "Azhanti High Lightning ".
Каждый ход, составляющий 15 секунд, делится на шесть фаз. На первом этапе игроки тайно пишут приказы для каждой боевой единицы, представленной на столе фишкой, каждая боевая единица имеет шесть очков, которые нужно потратить на действия в течение оставшихся пяти фаз хода. Бой делится на рукопашный и стрельбу. В игре предусмотрено шесть готовых сценариев: абордаж, скрытое проникновение, освобождение, спасение, мятеж и побег с гауптвахты; так же присутствует руководство по созданию сценариев.
В состав коробки с игрой входили: четырнадцать цветных карт размером 14х22 дюйма, изображающие различные палубы корабля; техническое руководство, дополнительные карты; 240 фишек боевых единиц.

## Отзывы
В выпуске №32 журнала Space Gamer 1980 года Уильям А. Бартон прокомментировал, что, несмотря на свои недостатки: «Azhanti High Lightning по-прежнему отличается высоким качеством — намного выше чем продукты многих других компаний. Является желанным дополнением к семейству игр Traveller и заслуживает места на полке любого игрока-фантаста, которому нравится хорошо продуманная игра, предлагающая как сложность, так и игровой комфорт. Дизайнеры Марк Миллер и Фрэнк Чедвик заслуживают бурных аплодисментов за это предложение. Интересно, что они придумают дальше. Все, что я могу сказать, это то, что после Azhanti High Lightning, игра Traveller 4 должна быть настоящим разрушителем планет, чтобы составить конкуренцию.»
В выпуске журнала White Dwarf 1980 года (выпуск № 21) Энди Слак назвал игру очень хорошим и необходимым дополнением к игровой системе Traveller: «Моя единственная критика игры — это цена; она немного завышена… В целом, однако, тщательная и отличная игра».